# Francisco de Faría
Francisco de Faría fue un traductor y poeta español, nacido en Granada posiblemente en 1562 y fallecido en Almería en 1616.

## Vida y obra
Fue aspirante a la canonjía en la catedral de Málaga y doctoral de la catedral almeriense. Posteriormente estuvo en la corte en Valladolid y Madrid.
Se le adscribe a la que se llamó escuela de Granada y Antequera, a la que pertenecieron otros autores del Siglo de Oro como Agustín de Tejada, Pedro Rodríguez, Luis Martín de la Plaza, Cristobalina Fernández de Alarcón, Juan de Arjona, Gregorio Morillo, Pedro de Espinosa o Juan de Aguilar.
Su obra más célebre es la traducción del latín al castellano de De raptu Proserpinae, de Claudio Claudiano. Faría lo tradujo a partir del Cl.Claudiani Proserpinae Raptus cum Iani Parrhasii Commentariis editado en París en 1511, obra de gran circulación cuyo título tradujo Faría como Robo de Proserpina de Claudiano. Esta versión castellana fue impresa en Madrid en 1608 por Alonso Martín, impresor a expensas del librero Juan Berrillo, y fue elogiada por Miguel de Cervantes y Lope de Vega
La obra no volvió a editarse hasta 1806, año en que, con el título Robo de Proserpina, apareció por duplicado en dos imprentas de Madrid, Sancha y Repullés, a expensas del extremeño Bartolomé José Gallardo, bibliotecario de las Cortes de Cádiz.
Compuso además un romance satírico.